# Jan Kerouac
Pour les articles homonymes, voir Kerouac.
Janet Michelle Kerouac, plus connue en tant que Jan Kerouac, née le 16 février 1952 à Albany et morte le 5 juin 1996 à Albuquerque, est une écrivaine américaine.
Elle est la seule enfant de l'écrivain Jack Kerouac, figure de la Beat Generation.

## Biographie
Sa mère Joan Haverty Kerouac quitte son père pendant la grossesse, et Jack Kerouac refuse de reconnaître le bébé comme étant sa fille. Quand Jan a neuf ans, un test sanguin apporte la preuve de la paternité et Jack Kerouac est condamné à payer une pension pour son éducation. Elle ne rencontre son père que deux fois, lors du test sanguin en 1961, puis en 1967, en lui rendant visite chez sa mère en Floride, avant de se rendre au Mexique avec son premier mari, John Lamb Lash. Elle a alors quinze ans et est enceinte,,.
Jan passe ses jeunes années avec sa mère, deux demi-sœurs jumelles et son demi-frère dans le Lower East Side de New York. Dans son autobiographie, Baby Driver, elle raconte une enfance dans la pauvreté, une expérience précoce de la drogue. Elle se marie et divorce deux fois. Elle accouche d'un enfant mort-né en 1968. Dans les années 1970, elle voyage beaucoup avant de retourner dans la maison de sa mère et son frère dans l'État de Washington.
Par la suite, elle voyage à travers le pays, avec une curiosité qui rappelle celle de son père et de Neal Cassady. Elle commence à écrire au milieu des années 1970, notamment en correspondance avec son parrain Allen Ginsberg. Jan Kerouac publie deux romans semi-autobiographiques, Baby Driver en 1981 décrit sa vie dominée par l'alcool et la drogue et Trainsong en 1988. Elle travaille sur un troisième roman, Parrot Fever, au moment de sa mort. 
Elle publie de nombreux articles et intervient lors de colloques sur les écrivains Beat, notamment le Festival de poésie d'Amsterdam en 1983, la célébration On the road à l'Université de Naropa en 1982 et l'inauguration du Mémorial Jack Kerouac à Lowell en 1988. Elle est conférencière invitée à la conférence internationale Beat Generation à l'Université de New York en mai 1994.
À la fin de sa vie, Jan Kerouac souffre d'insuffisance rénale et doit subir des dialyses. Elle meurt le 5 juin 1996 à Albuquerque après une ablation de la rate.
Gerald Nicosia, son biographe, et d'autres personnes essaient de rassembler les brouillons de Parrot Fever en un manuscrit. Il est finalement publié en 2000.

## Héritage de son père
Jack Kerouac meurt en 1969 et sa mère, Gabrielle Kerouac, obtient la totalité de son héritage. À la mort de cette dernière en 1973, son testament demande que la dernière femme de l'auteur, Stella Sampas Kerouac, soit seule l'héritière. Jan Kerouac, qui s'est liée d'amitié avec Carolyn Cassady et encouragée par le biographe de son père Gerald Nicosia, conteste en 1994 la validité du testament signé par la mère de Jack. Elle meurt en 1996. En 2009, le juge donne raison à Jan Kerouac, dont le cousin Paul Blake a poursuivi la procédure, en affirmant que le testament était un faux,.

## Publications
- Baby Driver: A Story About Myself, New York, St. Martin's Press, 1981  (ISBN 0030625386)
- Baby Driver: A Story About Myself, édition complétée, Boston, Da Capo Press, 1988  (ISBN 1560251840)
- Trainsong, Thunder's Mouth Press, 1988  (ISBN 1560251654)
- Parrot Fever, Thunder's Mouth Press, 2000 (édition posthume)  (ISBN 1560252081)